# Яковенко, Леонтий Игнатьевич
Лео́нтий Игна́тьевич Якове́нко (11 [24] октября 1909 года — 29 марта 1991 года) — генерал-майор авиации, Герой Советского Союза (1940), участник трёх войн: Японо-китайской, Советско-финской и Великой Отечественной.

## Биография
Родился 11 (24) октября 1909 года в селе Дроновка ныне Бахмутского района Донецкой области (Украина) в семье крестьянина. Украинец. Член ВКП(б) с 1930 года. Окончил 7 классов. Работал плотником.
В Красной Армии с 1929 года. В 1932 году окончил Ленинградскую военно-теоретическую школу ВВС, в 1933 году — Энгельсскую военную авиационную школу лётчиков, в 1934 году — курсы командиров авиационных звеньев. Служил в строевых частях ВВС.
С ноября 1937 по сентябрь 1938 года участвовал в боевых действиях в Китае. Налетал на истребителе И-15 65 часов, в 5 воздушных боях в составе пары сбил японский истребитель И-96. Был награждён орденом Красного Знамени.
Участник советско-финской войны 1939—1940 годов. В составе 68-го истребительного авиационного полка совершил 64 боевых вылета на разведку и штурмовку войск противника.
За мужество и героизм, проявленные в боях, батальонному комиссару Яковенко Леонтию Игнатьевичу 7 апреля 1940 года присвоено звание Героя Советского Союза с вручением ордена Ленина и медали «Золотая Звезда» (№ 328).
Участник Великой Отечественной войны с ноября 1941 года. Был комиссаром ВВС 46-й армии (Закавказский и Кавказский фронты), заместителем командующего ВВС Закавказского фронта по политчасти.
После войны продолжал службу в ВВС на командных должностях. В 1948 году окончил курсы переподготовки политсостава при Военно-политической академии, в 1954 году — Военную академию Генштаба. С 1967 генерал-майор авиации Л. И. Яковенко — в запасе.
Жил в Воронеже, работал преподавателем Воронежского сельскохозяйственного института. Позже переехал в посёлок Мамонтовка Пушкинского района Московской области. Умер 29 марта 1991 года. Похоронен в Мамонтовке.

## Награды
Награждён двумя орденами Ленина, тремя орденами Красного Знамени, двумя орденами Отечественной войны 1-й степени, двумя орденами Красной Звезды, медалями.